# هاکوب خاندانیان
هاکوب خاندانیان (ارمنی: Հակոբ Հանդանյան; زاده ۱۸۳۴ – درگذشته ۳۰ اکتبر ۱۸۹۹) پزشک، نویسنده، مترجم و استاد دانشگاه ارمنی‌تبار اهل امپراتوری عثمانی بود. وی نخستین کتاب علوم حقوقی را در ترکیه عثمانی تألیف نموده‌است.

## زندگی‌نامه
وی در ۱۸۳۴ در دیاربکر به دنیا آمد و در سن ۵ سالگی به استانبول مهاجرت کرد. او ابتدا در مدرسه محلی ارمنی جماران در اسکدار تحصیل کرد و پس از فارغ‌التحصیلی حرفه پزشکی را دنبال کرد. در سال ۱۸۶۰ تحصیلات خود را در Mekteb-i Tıbbiye-i Şahane که اولین دانشکده پزشکی در امپراتوری عثمانی بود به پایان رساند. وی در ۳۰ اکتبر ۱۸۹۹ در سن ۶۵ سالگی در کنستانتینوپل (قسطنطنیه) درگذشت.